# Conde (Dakota Południowa)
Conde – miasto w Stanach Zjednoczonych, w stanie Dakota Południowa, w hrabstwie Spink.